# Jakob van Hoddis
Jakob van Hoddis (1887. Berlin - 1942. Sobibór, deportacija), pravim imenom Hans Davidson bio je njemački ekspresionist židovskog porijekla.
Od 1906. do 1912. studirao je arhitekturu u Münchenu, zatim filologiju i filozofiju u Jeni i Berlinu. Od 1912. postaje umno bolestan, stoga 1933. završava u umobolnici Bendorf-Sayn kod Koblenza, odakle je kao Židov odvezen i ubijen. Bio je liričar ranog ekspresionizma. Pisao pjesme o svršetku svijeta, s djelomično vizionarskim motivima.